# Arthur P. Jacot
Arthur P. Jacot, född den 28 mars 1890 på Staten Island, New York, död den 24 mars 1939 i New Haven, Connecticut, var en amerikansk akarolog och araknolog.
Auktorsnamnet Jacot kan användas för Arthur P. Jacot i samband med ett vetenskapligt namn inom zoologin; se Wikipedia-artiklar som länkar till auktorsnamnet.